# 大分県獣医師会
公益社団法人大分県獣医師会（こうえきしゃだんほうじんおおいたけんじゅういしかい 英称 Oita Veterinary Medical Association）は、大分県知事認定の大分県の獣医師を会員とする公益法人。

## 本部所在地
- 〒870－0901 大分県大分市西新地1-2-29

## 部会
- 家畜衛生部会
- 公衆衛生部会
- 産業動物部会
- 小動物部会

## 業務内容
- 獣医師会員の学術技能向上のための研修会・講習会事業等の実施
- 大分県との動物に関する連携事業
- 疾病している野鳥の保護・救護
- 県内各学校で飼われている動物の飼育指導
- 県内各市町村との動物に関する連携事業
- 狂犬病の予防接種・防止活動